# Webster Cullison
Webster Cullison est un réalisateur et acteur américain né le 18 février 1880 à Baltimore, Maryland (États-Unis), décédé le 7 juillet 1938 à Glendale (États-Unis).

## Filmographie

### comme réalisateur
- 1913 : The Reformation of Calliope
- 1913 : Over the Cliffs
- 1913 : The Governor's Veto
- 1914 : The Cross in the Cacti
- 1914 : The Heart of Carita
- 1914 : Into the Foothills (en)
- 1914 : A Tale of the Desert
- 1914 : The Caballero's Way
- 1914 : Whom God Hath Joined (it)
- 1914 : The Bar Cross Liar
- 1914 : The Stirrup Brother; or, The Higher Abdication
- 1914 : The Blunderer's Mark
- 1914 : Dead Men's Tales
- 1914 : The Renunciation
- 1914 : When Death Rode the Engine
- 1914 : The Dupe
- 1914 : The Price Paid
- 1914 : Bransford in Arcadia; or, The Little Eohippus
- 1914 : Mesquite Pete's Fortune
- 1914 : The Jackpot Club
- 1914 : The Aztec Treasure
- 1914 : Till the Sands of the Desert Grow Cold
- 1914 : The Man Who Came Back
- 1914 : The Line Rider
- 1914 : The Squatters
- 1914 : Smallpox on the Circle U
- 1914 : The Strike at Coaldale
- 1914 : The Return
- 1914 : At the Crucial Moment
- 1914 : The Girl Stage Driver (en)
- 1914 : Within an Inch of His Life
- 1915 : Romance in Bear Creek
- 1915 : The Lone Game
- 1915 : The Thief and the Chief
- 1915 : Lure of the West
- 1915 : The Answer
- 1915 : The Oath of Smoky Joe
- 1915 : Saved by Telephone
- 1915 : The Long Shift
- 1915 : A Soul's Tragedy
- 1915 : Shadows of the Harbor
- 1915 : Compensation
- 1915 : A Country Lad
- 1915 : The Little Band of Gold
- 1915 : Brand Blotters
- 1915 : The Bludgeon
- 1916 : Idols
- 1919 : In for Thirty Days (en)
- 1920 : The Veiled Mystery
- 1921 : The Fighting Stranger
- 1921 : The Last Chance
- 1921 : God's Gold
- 1923 : Battling Bates (en)
- 1927 : King of the Jungle (en)

### comme acteur
- 1912 : The Silent Signal
- 1913 : Down on the Rio Grande